# Campionati europei di canottaggio 2012 - 2 senza femminile
Il 2 senza femminile dei Campionati europei di canottaggio 2012 si è svolto tra il 14 e il 16 settembre 2012. Hanno partecipato 8 equipaggi.

## Formato
Nel primo turno, i primi equipaggi di ogni batteria si sono qualificati alla finale, mentre gli altri hanno gareggiato in un ripescaggio che ha qualificato altri quattro equipaggi. Gli equipaggi eliminati al ripescaggio hanno gareggiato in una finale B per i piazzamenti.

## Programma
| Data              | Ora (UTC+2) | Turno             |
| ----------------- | ----------- | ----------------- |
| 14 settembre 2012 | 9:30        | Batterie          |
| 15 settembre 2012 | 9:28        | Ripescaggi        |
| 16 settembre 2012 | 9:15 10:47  | Finale B Finale A |

## Risultati

### Batterie
| Pos. | Atleti                                    | Nazione       | Tempo   | Note |
| ---- | ----------------------------------------- | ------------- | ------- | ---- |
| 1    | Camelia Lupașcu Nicoleta Albu             | Romania       | 7'10"21 | Q    |
| 2    | Caragh McMurtry Olivia Carnegie-Brown     | Gran Bretagna | 7'18"14 | R    |
| 3    | Tetjana Stekol'ščikova Viktorija Vychrist | Ucraina       | 7'24"08 | R    |
| 4    | Martina Štillerová Kateřina Kopecká       | Rep. Ceca     | 7'32"19 | R    |

| Pos. | Atleti                                  | Nazione     | Tempo   | Note |
| ---- | --------------------------------------- | ----------- | ------- | ---- |
| 1    | Sonja Kešerac Maja Anić                 | Croazia     | 7'23"82 | Q    |
| 2    | Anca Luchian Geanina Zlăvog             | Turchia     | 7'26"36 | R    |
| 3    | Claudia Wurzel Sara Bertolasi           | Italia      | 7'28"12 | R    |
| 4    | Kacjaryna Bachankova Anastasija Skrobut | Bielorussia | 7'52"86 | R    |

### Ripescaggio
| Pos. | Atleti                                    | Nazione       | Tempo   | Note |
| ---- | ----------------------------------------- | ------------- | ------- | ---- |
| 1    | Caragh McMurtry Olivia Carnegie-Brown     | Gran Bretagna | 7'27"93 | Q    |
| 2    | Tetjana Stekol'ščikova Viktorija Vychrist | Ucraina       | 7'30"90 | Q    |
| 3    | Anca Luchian Geanina Zlăvog               | Turchia       | 7'33"18 | Q    |
| 4    | Claudia Wurzel Sara Bertolasi             | Italia        | 7'34"93 | Q    |
| 5    | Martina Štillerová Kateřina Kopecká       | Rep. Ceca     | 7'39"92 |      |
| 6    | Kacjaryna Bachankova Anastasija Skrobut   | Bielorussia   | 7'54"19 |      |

### Finali
| Pos. | Atleti                                  | Nazione     | Tempo   | Note |
| ---- | --------------------------------------- | ----------- | ------- | ---- |
| 1    | Martina Štillerová Kateřina Kopecká     | Rep. Ceca   | 7'44"74 |      |
| 2    | Kacjaryna Bachankova Anastasija Skrobut | Bielorussia | 8'03"04 |      |

| Pos.    | Atleti                                    | Nazione       | Tempo   | Note |
| ------- | ----------------------------------------- | ------------- | ------- | ---- |
| Oro     | Camelia Lupașcu Nicoleta Albu             | Romania       | 7'14"49 |      |
| Argento | Caragh McMurtry Olivia Carnegie-Brown     | Gran Bretagna | 7'18"65 |      |
| Bronzo  | Sonja Kešerac Maja Anić                   | Croazia       | 7'18"91 |      |
| 4       | Claudia Wurzel Sara Bertolasi             | Italia        | 7'25"13 |      |
| 5       | Tetjana Stekol'ščikova Viktorija Vychrist | Ucraina       | 7'29"41 |      |
| 6       | Anca Luchian Geanina Zlăvog               | Turchia       | 7'34"24 |      |